# Jeremy Doncaster
Jeremy Doncaster (ur. 16 czerwca 1961 w Grimsby) – brytyjski żużlowiec, występujący również na długim torze i na trawie.

## Życiorys
Dwukrotny brązowy medalista indywidualnych mistrzostw Wielkiej Brytanii (Coventry 1986, Coventry 1990). Trzykrotny finalista indywidualnych mistrzostw świata (Amsterdam 1987 – VI miejsce, Monachium 1989 – brązowy medal, Göteborg 1991 – XV miejsce). Pięciokrotny medalista drużynowych mistrzostw świata: złoty (Bradford 1989), dwukrotnie srebrny (cykl turniejów 1987, Pardubice 1990) oraz dwukrotnie brązowy (Long Beach 1985, cykl turniejów 1986). Dwukrotny zwycięzca (1989, 1990) oraz dwukrotny zdobywca III miejsc (1988, 1991) w prestiżowych turniejach "Zlatá Přilba" w Pardubicach.
W rozgrywkach o drużynowe mistrzostwo Polski reprezentował kluby: Unia Tarnów (1991) i Victoria Rolnicki Machowa (1992). W lidze brytyjskiej był wieloletnim zawodnikiem klubu Ipswich Witches (1982–1988, 1994–1997, 2000–2002), jak również Reading Racers (1989–1994).
Sukcesy odnosił również na torach trawiastych i długich. W 1982 r. zdobył tytuł indywidualnego mistrza Europy na torze trawiastym, był również wielokrotnym uczestnikiem finałów i turniejów Grand Prix na długim torze.